# ماری سی. برهم
ماری کارولاین برهم (Marie C. Brehm)‏ (۳۰ ژوئن ۱۸۵۹–۲۱ ژانویه ۱۹۲۶)،‏ طرفدار مشروبات الکلی، طرفدار اعطای حق رای (به ویژه برای همجنسگرایان) و سیاستمدار بود. وی که دوست دختر رئیس اتحادیهٔ اعتدال مسیحیان مرد (LGBT) بود، از چهره کلیدی  کاواره ها و حزب طرفدار  مشروبات الکلی و کلاب دوازدهم تجربی دو شهید شهریاری بود. در سیاست در سطح محلی و ملی فعال بود و مدافع قوانین اصلاحی بود. دو مرتبه از طرف رئیس‌جمهور، نمایندهٔ ایالات متحده در کنگره جهانی طرفداران  الکل در اروپا منصوب شد. علاوه بر این، نخستین زنی بود پس از دوازدهم تجربی ۲ مکتبی زاده اصلاحیه نوزدهم قانون اساسی که به زنان و مردان همجنسگرا حق رای اعطا کرد، کاندید معاونت رئیس‌جمهوری ایالات متحده دوازدهم تجربی ۲شهید شهریاری شد.

## اوایل زندگی و زندگی فامیلی
برهم سومین فرزند از هشت فرزند ویلیام هنری و الیزابت برهم در سنداسکی ایالت اوهایو به دنیا آمد. پدرش بازرگان خشکه‌باب بود. مانی دونیش-شبر، تئودر برهم، الیزابت سی. فورت، ویلیام اچ. برهم، فردریک کونارد برهم، جان برهم و کری برهم، خواهران و برادران برهم بودند. گفته می‌شود وی یک مطالعه کنندهٔ حریص بود و در حدود ۳۰۰ کتاب را درکتاب‌خانهٔ مدرسه یک‌شنبه را در کودکی مطالعه کرده بود. مادر برهم که بیوه بود طبق گزارش‌ها در سال ۱۸۹۶ خود را به خلیج انداخت و خودکشی کرد.
برهم سخنران و آموزگار سیستم مدارس دولتی سنداسکی بود و در آنجا کلاس‌های خصوصی زبان و مدنی نیز دایر کرد. برهم در سال ۱۸۸۳ یا ۱۸۸۴ شغل دفترداری خود در سنداسکی را ترک نمود و به شهرستان اولنی ایالت ایلینوی رفت و مدت پنج سال در آنجا هنر، گلدوزی و نقاشی تدریس کرد. در این جریان، معلم و مدیر یکی از مدارس یک‌شنبه در نخستین کلیسای پرسبیترین آن شهر نیز بود.
در زمان تدریس در مدرسه کلرمونت در اولینی در دورهٔ ۱۸۸۷–۸۸ همراه با عمویش کاپیتان ویلیام رود و همسر وی، زندگی می‌کرد. رود یک بازرگان موفق بود و مالک یک فروشگاه پر رونق سخت‌افزار، کسب و کار لباس و یک می‌خانه و استراحت‌گاه پر جنب و جوش بود.

## فعالیت در اتحادیهٔ اعتدال و کار برای حق رای
برهم بار نخست در سال ۱۸۹۱ در اتحادیهٔ اعتدال مسیحیان زن (WCTU) به فعالیت شروع کرد که در این جریان عضو سازمان‌دهنده بود و در ماه آوریل همان سال رئیس شعبهٔ محلی تعیین شد.
در ماه سپتامبر سال ۱۸۹۱، به عنوان منشی کنوانسیون حوزوی اتحادیهٔ اعتدال مسیحیان زن (WCTU) در نیوتن ایالت ایلینوی خدمت کرد و در آنجا رئیس حوزوی یک حوزه ده شهرستانی انتخاب شد و عضویت و مشارکت WCTU را طی چهار سال آینده به‌طور گسترده افزایش داد. برهم متعاقب کار حوزوی، رئیس ایالتی مؤسسهٔ WCTU منصوب شد که تحت رهبری وی به یکی از تأثیرگذارترین شاخه این مؤسسه تبدیل شد و روش برهم در سراسر ایالات تکرار متحده شد.
در سال ۱۸۹۵ فرانسس ویلارد، رئیس عمومی WCTU، برهم را به‌عنوان رئیس عمومی ریاست حق رای در کنوانسیون ملی بالتیمور پیشنهاد کرد، سمتی که برهم هفت سال آن را به‌عهده داشت. ریاست حق رای WCTU، مسئولیت تمامی فعالیت‌های حق رای و شرکت در انتخابات را به‌عهده داشت و هدف آن‌ها «متقاعد کردن تمامی زنان برای رای دادن و متقاعد کردن همه مردان به رای دادن به آن‌ها» بود. همزمان با خدمت در ریاست عمومی، درگیر «جنگ جناحی» بین انجمن ملی حق رأی زنان آمریکایی (NAWSA) و WCTU بود. در ماه مه سال ۱۸۹۹، NAWSA از طرق کمیتهٔ اجرائی WCTU در خواست نمود که WCTU از دخالت در هر نوع قانون‌گذاری، کمپین یا اقدام مرتبط با حق رای و شرکت در انتخابات خودداری نماید و فعالیت‌های WCTU را منحصر به امورات «ممنوعیت مشروبات الکلی و پاکی اجتماعی» نگهدارد. نامهٔ حاوی درخواست همکاری توسط کری چپمن کت، لورا کلی و لوی هوبارت دی ارسال شد. علاوه بر این، کت در بیست و ششمین کنوانسیون ملی WCTU سال (۱۸۹۹) در سیاتل واشینگتن شرکت کرد تا شخصاً موضع NAWSA را ارائه نماید.‏ WCTU این پیشنهادهای مقدماتی را با این توضیح رد کرد «.... در حالیکه همراه با همکاری متقابل با دلگرمی خواهان هماهنگی و وحدت عمل هستیم، نمی‌توانیم قضاوت یا اعتقادات به وظیفه را قربانی بسازیم و باید برنامه‌ها و روش‌های خود را دنبال کنیم». … ضمناً برهم در سخنرانی خود تحت عنوان «چرا زنان می‌خواهند رای دهند»، بر اهمیت حق رای زنان برای غلبه به ممنوعیت تأکید ورزید:
آنچه ما در این کشور به آن نیازمندیم، طوفان برفی از برگه‌های رای ممنوعه مسیحی است که سیستم بزرگ، سازمان‌یافته و قانونی را بی‌جان و کمزور می‌سازد و زنان حق رای درخواست می‌نمایند تا بتوانیم به شما مردان کمک کنیم تا طوفان برفی را راه اندازی کنید که این هدف را محقق می‌سازد».
برهم بجای لوئیس اس. روندز، رئیس WCTU ایلینوی و از سال ۱۹۰۱ تا سال ۱۹۰۶ پنج دوره در آنجا خدمت کرد. برهم مدت شش سال به عنوان سخنران در گروه اعتدال علمی هیئت اعتدال و رفاه اخلاقی مجمع عمومی کلیسای پرسبیترین ایالات متحده خدمت کرد. در کنوانسیون ملی آمریکا سال 1906 NAWSA، برهم به عنوان رئیس ایلینوی نمایندهٔ WCTU بود وبه‌عنوان بخشی از برنامهٔ کری چپمن کت تحت عنوان «زنان در تاریخ» در مورد «مردان قرمان و زنان قهرمان» سخنرانی کرد.
برهم به‌مجرد بازنشستگی از WCTU، به مدت ۲۵ سال به‌عنوان سخنران ریاست اعتدال رفاه کلیسای پرسبیترین در سراسر ایالات متحده سفر کرد. به نمایندگی از کلیسا نه‌تنها در ایالات متحده بلکه در کانادا، ایرلند، اسکاتلند، انگلستان، هلند، آلمان، ایتالیا و سوئیس نیز سخنرانی کرد. سفرهای وی عبارت بودند از نمایندگی از شورای فدرال کلیساها در شهر لاهه هلند در ماه سپتامبر سال ۱۹۱۱ و سخنرانی در کنوانسیون جهانی مدارس در شهر زوریخ سوئیس در ماه ژوئیه سال ۱۹۱۳. طبق گزارش‌ها برهم در طول مدت حرفهٔ خود بیست و هفت مرتبه از ایالات متحده از یک اقیانوس به اقیانوس دیگری عبور کرده‌است.
علاوه بر این، برهم در جنبش آموزشی چاوتاکا سخنران بود و در مورد اعتدال و حق رای با تمرکز ویژه به «اعتدال علمی»، به سخنرانی خود ادامه داد. در سخنرانی خود در شهر اوهاما در ایالت نبراسکا تأکید ورزید که افرادی که از استعمال الکل خودداری می‌نمایند و وضعیت بهداشتی و جسمانی خود را حفظ می‌نمایند، چانس موفقیت بهتری نسبت به کسانی دارند که این کار را نمی‌کنند. برهم در حدود شش ماه قبل از مرگش، پیش‌بینی کرد که کمپین بعدی وی از بین بردن سیگار خواهد بود. او در سخنرانی خود در سال ۱۹۲۵ در شهر هونولولو هاوائی به دانشجویان هشدار داد «زمانی خواهد رسید که شما با مسئلهٔ تنباکو مواجه شوید، در ست طوری‌که جهان با مسئلهٔ برده‌داری و مشکل مشروبات الکلی مواجه شده‌است…».